# نسيج ضام كثيف غير منتظم

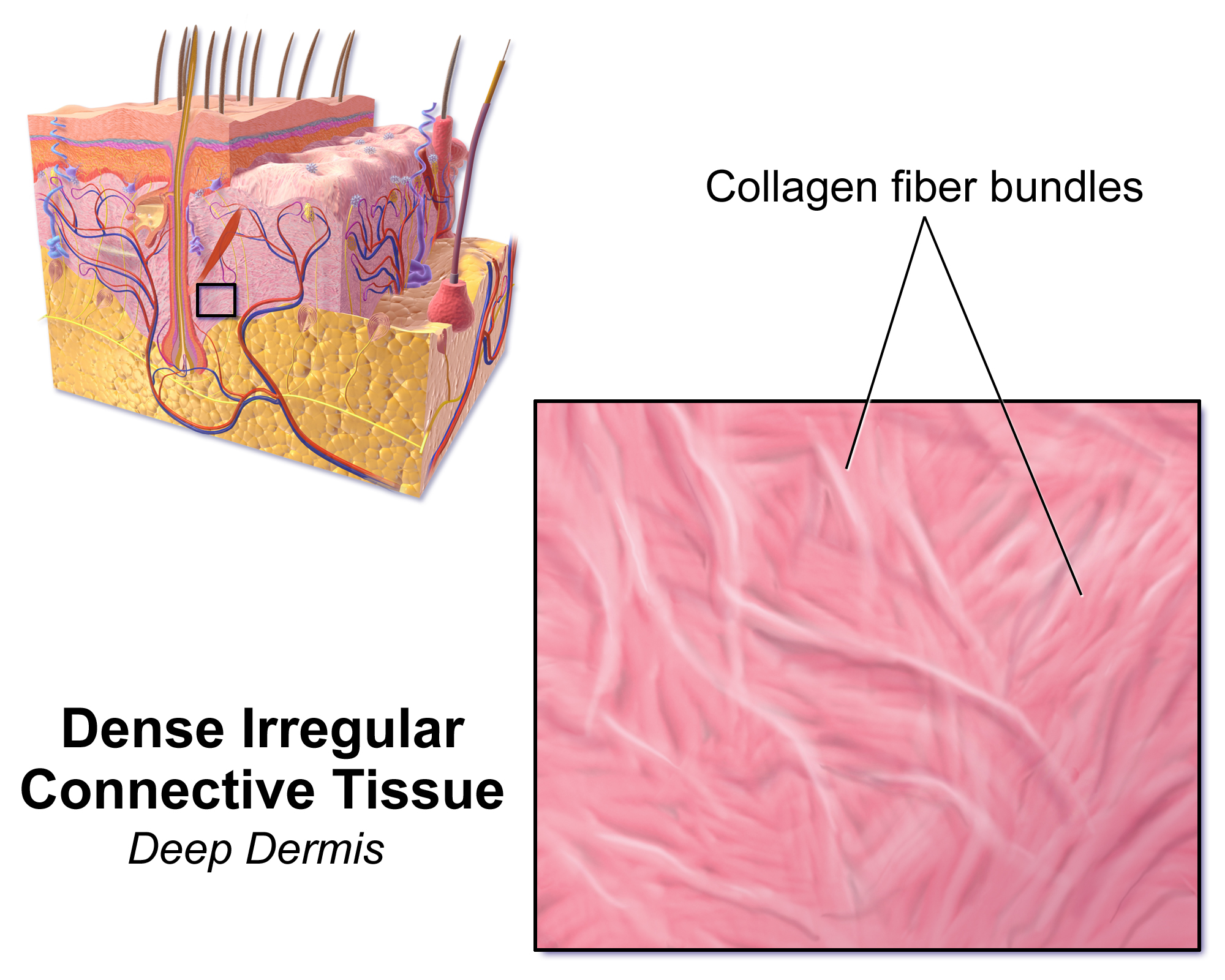
رسم توضيحي للأنسجة الضامة الكثيفة غير المنتظمة (الأدمة العميقة)

يحتوي النسيج الضام الكثيف غير المنتظم (بالإنجليزية: Dense irregular connective tissue)‏ على ألياف غير مرتبة في حزم متوازية كما هو الحال في النسيج الضام الكثيف المنتظم.
يتكون النسيج الضام الكثيف غير المنتظم في الغالب من ألياف الكولاجين. يحتوي على مادة قاعدية أقل من النسيج الضام الرخو. الخلايا الليفية هي النوع السائد من الخلايا، وتنتشر بشكل متناثر عبر الأنسجة.

## الوظيفة
يوجد هذا النوع من النسيج الضام في الغالب في الطبقة الشبكية (أو الطبقة العميقة) من الأدمة. كما يتواجد أيضًا في الصُّلبة وفي طبقات الجلد العميقة. نظراً لوجود كمية كبيرة من الألياف الكولاجينية فإن النسيج الضام الكثيف غير المنتظم يوفر القوة، مما يجعل الجلد مقاوما للتمزق الناتج عن قوى الشد في اتجاهات مختلفة.
يشكّل النسيج الضام الكثيف غير المنتظم أيضاً الطبقة تحت المخاطية للقناة الهضمية، والكبسولات الليفية في المفاصل والعقد الليمفاوية، وبعض أنواع اللفافة (النسيج تحت الجلدي). تشمل الأمثلة الأخرى السمحاق وسمحاق الغضروف في العظام، والغلالة البيضاء في الخصية. في الطبقة تحت المخاطية، تجري حزم الألياف في مستويات مختلفة مما يسمح للعضو بمقاومة التمدد والانتفاخ المفرطين.